# Isabelle Nanty
Isabelle Nanty (Verdun, Mosa, França, 21 de gener de 1962), és una actriu, directora de cinema i directora teatral francesa.

## Biografia
Té avantpassats noruecs per part materna, que procedeix de la ciutat de Narvik. Va viure tota la seva infància en un petit poble anomenat "Mussey".
Ha dirigit una important carrera teatral com a actriu i directora d'escena (destacant per one man show d'humoristes).
És professora en el Cours Florent durant diversos anys i descobreix als membres del grup de Robins des bois
Al cinema, interpreta normalment papers secundaris.
Isabelle va adoptar una nena, Tallulah, nascuda el 2002. Està casada amb l'actor Dominique Pinon.
El 2003, va dirigir la seva primera pel·lícula, Le Bison (et sa voisine Dorine), en la qual actua al costat del seu antic ajudant del Cours Florent, Édouard Baer.

## Filmografia
Com a actriu
- 1983: Les Planqués du régiment, de Michel Caputo.
- 1983: Le Faucon, de Paul Boujenah – la locutora de ràdio.
- 1985: Rouge baiser, de Véra Belmont – Jeanine.
- 1986: Un moment d'inattention (televisió), de Liliane de Kermadec – Claudine
- 1986: Les Aventuriers du Nouveau-Monde, fulletó televisat d'Allan Kroeker, Pierre Lary i Victor Vicas – Bernadette
- 1986: On a volé Charlie Spencer !, de Francis Huster – la petita rossa
- 1987: La Passion Béatrice, de Bertrand Tavernier – la narradora
- 1987: Vent de panique, de Bernard Stora.
- 1988: Premive d'amour, de Miguel Courtois – Anne-Marie
- 1989: Les Deux Fragonard, de Philippe Le Guay – Lisette
- 1990: Tatie Danielle, d'Étienne Chatiliez – Sandrine Vonnier
- 1990: L'Autrichienne, de Pierre Granier-Deferre – Reina Milliot
- 1992: La Belle Histoire, de Claude Lelouch – Isabelle
- 1992: Sexes faibles !, de Serge Meynard – Douce Mamirolle
- 1993: Les visitants, de Jean-Marie Poiré – Fabienne Morlot
- 1993: Départ en vacances, curtmetratge de Daniel Delume – Mama
- 1994: La Folie douce, de Frédéric Jardin – Gloria
- 1994: Les Amoureux, de Catherine Corsini – Maryline
- 1994: Pourquoi maman est dans mon lit ?, de Patrick Malakian.
- 1995: Le bonheur est dans le pré, d'Étienne Chatiliez – una obrera
- 1996: La Femme de la forêt, telefilm en dos parts d'Arnaud Sélignac – Valentine
- 1996: Le Secret d'Iris, telefilm d'Élisabeth Rappeneau – Évelyne
- 1996: Chassés-croisés, telefilm de Denys Granier-Deferre – Antoinette
- 1997: Qui va Pino va sano, curt de Fabrice Roger-Lacan – Anne-France, l'assistenta.
- 1997: L'Agence Lambert, ficció televisiva còmica de curt d'Étienne Labroue.
- 1997: Ça reste entre nous, de Martin Lamotte – Martine
- 1998: Moi, j'ai pas la télé, curt de Pauline Baer – la mare
- 1998: Serial Lover, de James Huth – Isabelle
- 1999: L'Origine de la tendresse, curtmetratge d'Alain-Paul Mallard
- 2000: L'Envol, de Steve Suissa – la consellera artística.
- 2000: Les Frères Sœur, de Frédéric Jardin – Marion
- 2000: La Bostella, d'Édouard Baer – Mathilda, la productora
- 2001: Amélie, de Jean-Pierre Jeunet – Georgette
- 2001: 17 rue Bleue, de Txad Chenouga – Françoise
- 2002: Astérix i Obélix: Missió Cleòpatra (2002), d'Alain Chabat – Itinéris
- 2002: 3 zéros, de Fabien Ontinyent – Sylvie
- 2002: Au suivant !, curt de Jeanne Biras – Jo
- 2002: À l'abri des regards indiscrets, curt de Ruben Alves i Hugo Gélin – la mare rica
- 2002: Édouard est marrant, curt de Riton Liebman – Ella mateixa
- 2003: Toutes les filles sont folles, de Pascale Pouzadoux – Vanille
- 2003: Le Bison (et sa voisine Dorine), d'Isabelle Nanty – Dorine
- 2004: A la boca no (Pas sur la bouche), d'Alain Resnais – Arlette Poumaillac
- 2004: Casablanca Driver, de Maurice Barthélémy – Léa
- 2004: L'Adoption, mig metratge d'Alain-Paul Mallard
- 2004: J'me sens pas belle, de Bernard Jeanjean – Charlotte, anomenada Chonchon (veu, no apareix en pantalla)
- 2006: Essaye-moi, de Pierre-François Martin-Laval – la mare de Jacqueline
- 2006: Desacord perfecte, d'Antoine de Caunes – Borgeaud
- 2008: Disc, de Fabien Ontinyent – La barone Jaqueline Bouchard de la Mariniere
- 2006: Agathe Cléry d'Étienne Chatiliez – Joëlle
- 2009: Incognito d'Éric Lavaine – Alexandra
- 2009: King Guillaume, un peu moins conquérant de Pierre-François Martin-Laval - Paméla Gisèle
- 2009: Trésor: Brigitte
- 2009: Au siècle de Maupassant: Contes et nouvelles du XIXème siècle- Julie Follavoine (1 episodi.- On purge bébé)

Com a directora
- 2003: Le Bison (et sa voisine Dorine)

Com a directora d'escena
- 2003: Le Bison (et sa voisine Dorine), d'Isabelle Nanty.
- 2006: Essaye-moi, de Pierre-François Martin-Laval

## Teatre
Com a actriu
- 1984: Le Sablier, posada en escena per Nina Companeez, en el Teatre Antoine.
- 1987: Richard de Gloucester de William Shakespeare, posada en escena per Francis Huster, en el Teatre Renaud-Barrault.
- 1987: Don Joan de Molière, posada en escena per Francis Huster, Teatre Renaud-Barrault.
- 1988: La Vie singulière d'Albert Nobbs de Simone Benmussa.
- 1992: Saloperies de merde de Michaël Cohen, posada en escena de l'autor, Teatre de Trévise.
- 1993: La Mouette de Tchekhov, posada en escena Isabelle Nanty, Teatre de Nice.
- 1995: Le Tartuffe de Molière, posada en escena Jacques Weber, Teatre de Nice, Teatre Antoine.
- 1996: Robin des Bois, de Pierre-François Martin-Laval i Marina Foïs.
- 1997: Le Goût de la hiérarchie d'Edouard Baer, posada en escena de l'autor, Teatre Galabru.
- 1998: Du Désavantage du vent creació col·lectiva, posada en escena Éric Ruf, CDN Bretanya, Teatre de Lorient.
- Les loutres ne jouent pas du ukulélé, posada en escena Pierre-François Martin-Laval.
- 2008: Les Deux Canards de Tristan Bernard i Alfred Athis, posada en escena Alain Sachs, Teatre Antoine.
- 2009: Les Deux Canards de Tristan Bernard i Alfred Athis, posada en escena Alain Sachs, Teatre Antoine.

Com a productora teatral
- 1993: La Mouette de Txekhov, Teatre de Nice.
- 1997: Décalages, premier one man show de Gad Elmaleh.
- 2001: La Vie normale de Gad Elmaleh.
- 2001: Cravate club, de Fabrice Roger-Lacan amb Charles Berling, Edouard Baer, Teatre de la Gaîté-Montparnasse.
- 2006: Arthur en vrai, primer one man show d'Arthur.
- 2006: Aujourd'hui, c'est Ferrier, primer one man show de Julie Ferrier.
- 2007: Irrésistible de Fabrice Roger-Lacan amb Virginie Ledoyen i Arié Elmaleh, Teatre Hébertot.

## Nominacions
- 1991. César	a la millor jove promesa femenina per Tatie Danielle (1990)
- 2002.	César a la millor actriu secundària per Le fabuleux destin d'Amélie Poulain (2001)
- 2004. César	a la millor actriu secundària per Pas sur la bouche (2003)